# Авиационные происшествия с Як-40

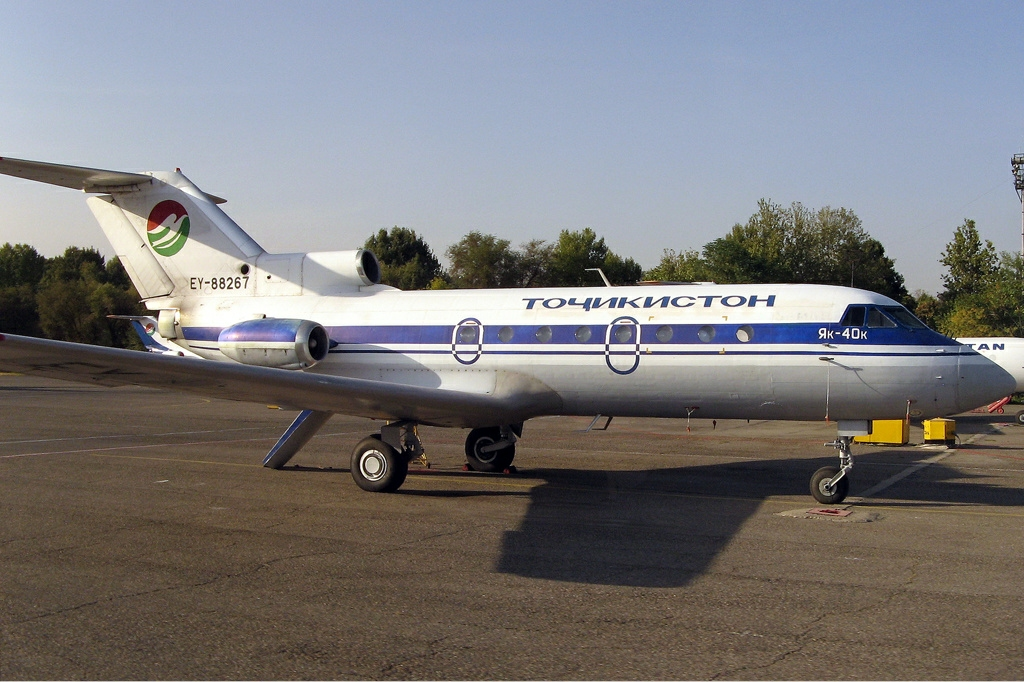
Як-40 авиакомпании «Точикистон», идентичный разбившемуся в Хороге

Список катастроф и потерь самолёта Як-40 всех модификаций.
При составлении списка использовались данные, собранные сайтом Aviation Safety Database. Предоставленная информация является неофициальной и собирается из открытых источников пользователями сайта.
Всего за годы эксплуатации в результате аварий и катастроф было потеряно (или списано) 117 самолётов типа Як-40.
| Дата      | Бортовой номер | Место катастрофы              | Жертвы   | Краткое описание |
| --------- | -------------- | ----------------------------- | -------- | --- |
| 03.09.70  | 87690          | у Ленинабада                  | 21/21    | Столкнулся с горой. |
| 28.07.71  | 87719          | Быково                        | 0/н. д.  | При посадке выкатился с ВПП. |
| 25.01.72  | YA-KAD         | Хост                          | 0/н. д.  | Столкнулся с деревьями. |
| 04.05.72  | 87778          | Братск                        | 18/18    | При заходе на посадку попал в сдвиг ветра и разбился. |
| 22.11.72  | 87819          | Красноярск                    | 0/н. д.  | Разбился при взлёте из-за ошибок экипажа. |
| 28.02.73  | 87602          | Семипалатинск                 | 32/32    | Через полминуты после взлёта упал, разбился и сгорел. |
| 08.08.73  | 87790          | Архангельск                   | 1/31     | При взлёте заклинило руль высоты. Самолёт выкатился с ВПП на грунт и разрушился. |
| 02.11.73  | 87607          | аэропорт Внуково              | 2/31     | Попытка угона. |
| 21.12.73  | 87629          | Ереван                        | н. д.    | Грубая посадка в условиях тумана. |
| 09.04.74  | 87369          | Казань                        | 0/34     | Прерванный взлёт, столкновение с препятствиями и разрушение самолёта. |
| 02.05.74  | 87398          | Ростов-на-Дону                | 1/38     | Прерванный взлёт, самолёт разрушен. |
| 23.05.74  | 87579          | у Киева                       | 29/29    | Разбился при заходе на посадку. |
| 14.12.74  | 87630          | Бухара                        | 7/19     | Перед взлётом не был снят механизм стопорения руля высоты. Выкатился за пределы ВПП. |
| 28.01.75  | 87825          | Запорожье                     | 0/17     | Самолёт не оторвался от ВПП, выкатился с неё и через 25 м после торца левой плоскостью снёс будку метеорологов. |
| 19.02.75  | D-BOBD         | Саарбрюккен                   | 0/16     | При посадке выкатился с ВПП. |
| 15.07.75  | 87475          | у Батуми                      | 41/41    | Врезался в гору при нестандартном уходе на второй круг. |
| 15.08.75  | 87323          | у Красноводска                | 23/38    | При заходе на посадку попал в вертикальный нисходящий воздушный поток, врезался в скалу |
| 06.10.75  | 87328          | Киров                         | 0/32     | Жёсткое приземление с убранными шасси после падения оборотов всех трёх двигателей. |
| 22.10.75  | 87458          | Новгород                      | 5+6/6    | Потерял ориентировку в тумане, врезался в жилой дом. |
| 19.03.76  | YK-AQC         | Бейрут                        | н. д.    | Уничтожен на стоянке выстрелом из гранатомёта (теракт), сгорел. |
| 09.09.76  | 87772          | Чёрное море                   | 52+18/18 | Из-за ошибки диспетчера столкнулся в воздухе с Ан-24. |
| 07.12.76  | 87756          | около Армавира                | 0/29     | Исчерпал топливо по пути на запасной аэродром, аварийная посадка в поле. |
| 16.12.76  | 87638          | Запорожская область           | 5/5      | Тренировочный полёт. Сорвался в штопор и разбился. |
| 17.12.76  | 88208          | Усть-Кут                      | 7/7      | Задел деревья и упал в лес сразу после взлёта. |
| 30.03.77  | 87738          | у Жданова                     | 8/27     | При сильном тумане снизился ниже глиссады и разбился. |
| 28.05.77  | I-JAKE         | Генуя                         | 0/4      | При посадке выкатился с ВПП и затонул в море. |
| 13.10.77  | 87948          | у Ростова-на-Дону             | 2/22     | В полёте неожиданно открылся грузовой люк. |
| 08.04.78  | 87911          | Алдан                         | 0/17     | При взлёте развился правый крен, врезался в бруствер. |
| 02.10.78  | 87544          | Тбилиси                       | 0/30     | Аварийная посадка после отказа гидросистемы, повреждён. |
| 07.10.78  | 87437          | Свердловск                    | 38/38    | Разбился после взлёта из-за отказа первого двигателя. |
| 20.03.79  | 87930          | Чарджоу                       | 0/34     | Попал в спутный след вертолёта Ми-6, грубая посадка. |
| 16.11.79  | 87454          | Вологда                       | 3/5      | При посадке в тумане разбился в лесу и сгорел. |
| 03.02.80  | CU-T1219       | Баракоа                       | 1/37     | Разбился. |
| 08.06.80  | D2-TYC         | Матала                        | 19/19    | Сбит ракетой кубинских ПВО, размещённых в Анголе, целившихся в американский самолёт. |
| 12.06.80  | 87689          | около Душанбе                 | 29/29    | При обходе грозового фронта отклонился от маршрута и столкнулся с горой. |
| 18.07.80  | 87893?         | Архангельск                   | 0/27     | При взлёте отключился двигатель, самолёт разбился. |
| 29.08.81  | 87346          | Зея                           | 3/34     | Разбился при заходе на посадку в СМУ. |
| 18.09.81  | 87455          | Железногорск-Илимский         | 7+33/33  | При заходе на посадку столкнулся с Ми-8. Ошибка диспетчера. |
| 16.01.82  | 87902          | Шевченко                      | 0/3      | Посадка на брюхо после полной выработки топлива. |
| 31.05.82  | 87485          | Днепропетровск                | 0/35     | Выкатился с ВПП. |
| 14.08.82  | 98102          | Базарные Матаки, около Казани | 4/4      | Разбился после пожара на борту. |
| 19.04.83  | 87291          | у Ленинакана                  | 21/21    | Из-за ошибок диспетчера и экипажа врезался в гору. |
| 29.06.83  | 87808          | Казарман                      | 0/9      | Попал в ветровой сдвиг. |
| 15.08.83  | 87201          | Омсукчан                      | 0/9      | Не смог взлететь из-за перегруза, выкатился с ВПП. |
| 11.10.85  | 87803          | около Кутаиси                 | 14/14    | Из-за ошибок диспетчера вошёл в зону ливня и врезался в гору. |
| 18.04.86  | 87236          | Казань                        | 0/0      | 18 апреля, после выполнения рейса проводилось техническое обслуживание самолёта по Ф-В, во время которого было обнаружено разрушение передних гнёзд крепления боковых двигателей. Отсутствие на ВС самописца КЗ-63 не дало возможности в полном объёме установить, когда имело место воздействие на двигатели чрезмерной нагрузки и её величину. Самолёт списан. |
| 17.05.86  | 87928          | около Ханты-Мансийска         | 5/5      | Облёт после ТО. При выполнении недопустимых манёвров развалился в воздухе. |
| 16.01.87  | 87618          | Ташкент                       | 9/9      | Попал в спутный след Ил-76 и разбился. |
| 25.01.87  | 87696          | Тарногский Городок            | 0/26     | В процессе разгона произошёл самопроизвольный увод колеса передней стойки шасси влево в результате отказа распределительно-демпфирующего механизма РДМ-4. Самолёт выкатился за пределы БПБ и столкнулся с земляным бруствером, получив значительные повреждения.                                                                                                 |
| 19.06.87  | 87826          | Бердянск                      | 8/29     | При посадке в сильный ливень выкатился с ВПП. |
| 08.01.88  | D2-TYD         | Луанда                        | 0/н. д.  | Выкатился с ВПП на пробеге после посадки. |
| 24.01.88  | 87549          | у Нижневартовска              | 27/31    | Отказ двух двигателей после взлёта. |
| 02.08.88  | LZ-DOK         | у Софии                       | 28/37    | Не смог взлететь из-за неправильного положения стабилизатора, выкатился за пределы ВПП и сгорел. |
| 14.08.89  | 88252          | Нерюнгри                      | 0/н. д.  | Списан после грубой посадки в СМУ. |
| 02.09.89  | 87509          | Фрунзе                        | 0/43     | Отказ гидросистемы при заходе на посадку. |
| 15.09.89  | 87391          | Джалал-абад                   | 0/30     | Грубая посадка. |
| 01.08.90  | 87453          | у Степанакерта                | 46/46    | Отклонился от схемы захода на посадку и врезался в гору. |
| 09.09.90  | 87914          | Павлодар                      | 0/22     | При нарушении схемы захода на посадку борт 87914 после приземления выкатился с ВПП и врезался в стоящий на перроне борт 87451 |
| 09.09.90  | 87451          | Павлодар                      | н. д.    | При нарушении схемы захода на посадку борт 87914 после приземления выкатился с ВПП и врезался в стоящий на перроне борт 87451 |
| 24.10.90  | CU-T1202       | Пунта Хардинеро               | 11/31    | Ошибки в пилотировании, разбился в 4 км от ВПП. |
| 07.11.91  | 87526          | около Махачкалы               | 51/51    | Из-за ошибок диспетчера и экипажа врезался в гору. |
| март 1992 | 87385          | н. д.                         | 0/н. д.  | Списан после грубой посадки. Восстановлен на Саратовском авиазаводе и продолжал полёты. |
| 09.05.92  | 87532          | Сисиан                        | 0/33     | Перевозил беженцев из Степанакерта в Ереван. Был подбит азербайджанским Су-25, совершил аварийную посадку. |
| 13.05.92  | 88235          | Чарджоу                       | 0/40     | При посадке в грозу задел крылом радиомачту, упал на землю и сгорел. |
| 01.08.92  | YA-KAF         | Кабул                         | н. д.    | Уничтожен на стоянке миномётным огнём. |
| 01.08.92  | YA-KAB         | Кабул                         | н. д.    | Уничтожен на стоянке миномётным огнём. |
| 14.09.92  | 87411          | Нерюнгри                      | 0/4      | Пожар третьего двигателя. |
| 14.11.92  | VN-A449        | у Сон Чунга                   | 39/40    | Отклонился от маршрута и столкнулся с горой. |
| 28.08.93  | YE-87995       | Хорог                         | 82/86    | Перегруженный самолёт не смог взлететь, упал в реку Пяндж. |
| 25.02.94  | OB-1559        | Тинго Мария                   | 31/31    | Столкнулся с горой. |
| 17.07.94  | RA-87256       | Бома                          | 5/9      | Выкатился с ВПП на пробеге, упал в овраг. |
| 26.09.94  | RA-87468       | у Ванавары                    | 28/28    | Упал в 30 км от Ванавара из-за выработки топлива, ошибка экипажа в выборе запасного аэродрома. |
| 26.09.94  | RA-88254       | Махачкала                     | 1/н. д.  | Угон самолёта, при штурме угонщик взорвал бомбу. |
| 05.11.94  | OB-1569        | Сапосоа                       | 6/31     | Прерванный взлёт. |
| 25.01.95  | RA-87464       | Ростов-на-Дону                | 0/10     | Выкатился с ВПП на пробеге, врезался в бетонный забор. |
| 13.04.95  | UN-88181       | Джамбул                       | 0/31     | Выкатился с ВПП на пробеге, отказ техники. |
| 1996      | RA-87999       | Монровия                      | 0/0      | Уничтожен выстрелом из гранатомёта на стоянке во время гражданской войны. |
| 28.06.96  | RA-87423       | Алдан                         | 0/11     | Отказ двигателя при заходе на ВПП и последующая грубая посадка с разрушением носовой стойки шасси. |
| 25.07.96  | RA-87573       | Монровия                      | 0/9      | В сложных метеоусловиях (сильный ливень) было выполнено две попытки захода. На третьем заходе пилот на высоте 10 м довыпустил закрылки с 20° до 35° и включил реверс. Самолёт потерял скорость, упал за 10 м до полосы и разрушился. |
| 26.10.96  | RA-88527       | Ханты-Мансийск                | 5/37     | При сильном снегопаде экипаж перепутал огни ВПП с вертолётной площадкой, совершил на неё посадку и столкнулся с тремя Ми-8. |
| 29.01.97  | RA-87552       | у Шушенского                  | 0/28     | Разбился при заходе на посадку в сложных метеоусловиях. |
| 19.02.97  | UN 87233       | Семипалатинск                 | 0/18     | Выкатился с ВПП на пробеге. |
| 15.05.97  | 4K-87504       | Гянджа                        | 6/6      | Тренировочный полёт. Пролетал над полигоном и был случайно обстрелян. |
| 29.10.97  | YA-KAE         | Джелалабад                    | 1/н. д.  | Разбился при заходе на посадку. |
| 1998      | UR-87592       | Рим                           | н. д.    | Повреждён из-за пожара двигателя. |
| 14.04.98  | EX-87529       | Джалал-абад                   | 0/н. д.  | Выкатился с ВПП на пробеге. |
| 25.05.98  | RDPL-34001     | Сиангкхуанг                   | 26/26    | Разбился при заходе на посадку в сложных метеоусловиях. |
| 21.10.98  | EK-88272       | Ереван                        | 4+0/37   | При взлёте столкнулся с выехавшим на ВПП военным микроавтобусом. |
| 20.03.99  | RA-87587       | Бата                          | 0/33     | Прерванный взлёт из-за попадания птицы в средний двигатель, выкатился с ВПП. |
| 19.05.99  | TL-ACO         | Берберати                     | 0/33     | Выкатился с ВПП на пробеге. |
| 26.08.99  | UK 87848       | Турткуль                      | 2/33     | При уходе на второй круг задел ЛЭП и упал на землю. |
| 09.03.00  | RA-88170       | Шереметьево                   | 9/9      | Разбился при взлёте из-за обледенения. Погибли Артём Боровик и Зия Бажаев. |
| 17.05.01  | EP-TQP         | около Сари                    | 30/30    | Разбился. Погибли министр транспорта Ирана Рахман Дадман и семеро парламентариев. |
| 23.09.01  | RA-87481       | Тигиль, Камчатский край       | 0/21     | Грубая посадка, подломилась носовая стойка шасси. |
| 14.10.01  | н. д.          | Тульская область              | 2/2      | Разбился. Погибли владелец самолёта и пилот. |
| 21.10.01  | EX-87470       | Ош                            | 0/36     | Прерванный взлёт, самолёт выкатился с ВПП. |
| 09.04.03  | UK 87367       | Ургенч                        | 0/н. д.  | Прерванный из-за отказа двигателя взлёт, самолёт выкатился с ВПП и получил повреждения. |
| 13.01.04  | UK-87985       | Ташкент                       | 37/37    | Грубая посадка в 260 метров от конца ВПП из-за ошибки диспетчера и проверяющего Камалова А. У. |
| 19.07.05  | RP-C2803       | Катиклан-Малай                | 0/23     | На пробеге лопнули пневматики колёс шасси, при попытке отбуксировать самолёт с ВПП произошло разрушение стоек шасси. |
| 02.11.06  | RP-C2695       | Катиклан-Малай                | 0/3      | На пробеге лопнули пневматики колёс шасси, самолёт выкатился с ВПП и получил повреждения. Затоплен около острова Боракай для развлечения туристов-дайверов на глубине около 30 м. |
| 23.06.07  | EX-901         | Нарынская область             | 0/14     | Борт МЧС Киргизии. Остановка двух двигателей в полёте, аварийная посадка. |
| 31.01.10  | D2-FER         | Луанда                        | 0/н. д.  | Экипаж на посадке забыл выпустить шасси. Самолёт списан из-за проблем с ремонтом в Анголе. Жертв и пострадавших нет. Авиапроисшествие широкой огласке не предавалось. |
| 17.03.11  | 5A-DKG         | Бенгази                       | 0/0      | Повреждён на стоянке в ходе боевых действий. |
| 17.03.11  | 5A-DKM         | Бенгази                       | 0/0      | Повреждён на стоянке в ходе боевых действий. |
| 16.04.11  | RA-88241       | Камчатский край               | 0/31     | Выехал за пределы взлётной полосы и завалился на правое крыло. |
| 26.05.14  | UR-MMK         | Донецк                        | 0/н. д.  | Уничтожен в ходе боя за аэропорт. |
| 18.02.15  | UR-MIG         | Борисполь                     | 0/н. д.  | В городе Борисполе на стоянке хранения авиатехники произошло столкновение двух летательных аппаратов. В результате грубой ошибки двигатели Ан-26Б EW-246TG были выведены на режим «максимал», и самолёт начал движение по территории стоянки, в результате он столкнулся с Як-40 UR-MIG.                                                                         |
| 22.08.15  | н. д.          | Пригород Казани               | 0/0      | При транспортировке Як-40 сломалась трубка в сцепке и врезался в отбойник. |